# Antoine Parent
Antoine Parent (Paris, 16 de setembro de 1666 - 26 de setembro de 1716) foi um matemático e  físico francês. Em 1700, escreveu sobre a Geometria analítica de três dimensões. Seus trabalhos foram reunidos e publicados em três volumes em Paris em 1713.
Parent foi membro da Académie des Sciences.
Contribuiu para a teoria do feixe calculando a distribuição de tensões em uma viga em função do momento fletor.